# Fuhrpark der Straßenbahn Graz
Die Grazer Straßenbahn, bei der Aufnahme des elektrischen Betriebs 1898/1899 noch aus zwei getrennten Gesellschaften bestehend, die sich erst 1939 endgültig zusammenschlossen, wurde im Lauf ihrer Geschichte, was die Größe ihres Streckennetzes und die Anzahl der auf ihm verkehrenden Fahrzeuge betraf, stets den Anforderungen durch schwankende Fahrgastzahlen und technische Neuerungen angepasst. So wurden im Zeitraum 1898 bis 1997 insgesamt 551 Fahrzeuge angeschafft, die nach bis zu 60 Einsatzjahren ausgemustert, an andere Unternehmen verkauft oder an Museen vergeben wurden. 21 dieser Fahrzeuge befinden sich im Tramway Museum Graz und sind zum Teil für Sonderfahrten einsetzbar.
Als Besonderheiten unter den Neuanschaffungen dieser Zeit gelten Zukäufe aus Bestandsauflösungen anderer Gesellschaften, so im Jahr 1939 die Übernahme von 11 Triebwagen der Rheinischen Bahngesellschaft AG Düsseldorf, die zum Teil 1909 gebaut worden waren und bis 1963 in Graz zum Einsatz kamen.
Mehr als die Hälfte der Neuanschaffungen bis 1997 waren Beiwagen und technische Fahrzeuge, wobei die ersten 40 Beiwagen 1899 aus modifizierten Wagen der bereits seit 1878 in Graz verkehrenden Pferdestraßenbahn bestanden, um Kosten zu reduzieren. insgesamt 35 offene Güterwagen dienten dem Kohletransport zu den die Bahn mit Strom versorgenden Kraftwerken.
Ab 1963 ersetzte die Grazer Stadtwerke AG (heute Holding Graz) als Betreiber der Straßenbahn Graz zunächst ausgemusterte Fahrzeuge wiederum durch Zukäufe älterer Modelle aus anderen Gesellschaften oder durch Modifizierung im Einsatz befindlicher Triebzüge auf neue Anforderungen. Erst 1986 gab es wieder zwölf neue Fahrzeuge des Types 600, deren Bau für die Straßenbahn Graz veranlasst wurde. Diese wurden 1999 durch den Einbau eines Niederflur-Mittelteils modernisiert.
Die ersten komplett niederflurigen Fahrzeuge wurden im Jahr 2001 mit dem Cityrunner von Bombardier angeschafft. Ab dem Jahr 2009 wurden zusätzlich 45 Fahrzeuge des Types Variobahn von Stadler ausgeliefert, die heute das Rückgrat der Straßenbahn Graz darstellen.
Ende März 2021 beschloss der Grazer Gemeinderat die Beschaffung von neuen Straßenbahnwagen. Ab sollen 15 zusätzliche Straßenbahngarnituren, mit einer Länge von 38 m, ausgeliefert werden. Zusätzlich sollen bis 2027 22 neue Garnituren bestellt werden, als Ersatz für die Garnituren der Reihe 500 und Reihe 600. Die Finanzierung beträgt 70,71 Mio. Euro.

## Bis 1993 ausgemusterte Fahrzeuge
Triebwagen
| Nummern | Bild | Hersteller          | Baujahr   | Bemerkungen                                                                           |
| ------- | ---- | ------------------- | --------- | ------------------------------------------------------------------------------------- |
| 1–88    |      | Grazer Waggonfabrik | 1899–1909 | Nachträgliche Plattformverglasung, 1961–1963 ausgemustert                             |
| 91–98   |      | Hauptwerkstätte     | 1925–1929 | Umbauten aus Beiwagen, Nr. 98 in 90 umgezeichnet, 1963 ausgemustert                   |
| 101–115 |      | Grazer Waggonfabrik | 1912–1913 | Umbauten und Neubaukästen, 1963 ausgemustert                                          |
| 116–120 |      | Hauptwerkstätte     | 1951–1954 | Umbauten aus Nr. 80, 83, 87, 88, 1963 ausgemustert                                    |
| 121–122 |      | Grazer Waggonfabrik | 1900–1901 | Gekaufte Fahrzeuge der Type D der Straßenbahn Wien, 1930 umgebaut, 1961 ausgemustert  |
| 121 II  |      | Hauptwerkstätte     | 1954      | Umbau aus Nr. 81, 1963 ausgemustert                                                   |
| 123–127 |      | Sim/Ringhoffer      | 1899–1902 | Gekaufte Fahrzeuge der Type D1 der Straßenbahn Wien, 1944 umgebaut, 1951 ausgemustert |
| 131–137 |      | Düsseldorf          | 1909–1913 | 1939 von der Rheinbahn gekauft, 1963 ausgemustert                                     |
| 141–144 |      | Uerdingen           | 1924–1925 | 1939 von der Rheinbahn gekauft, 1961 ausgemustert                                     |
| 151–162 |      | MAN                 | 1906      | 1941 aus Nürnberg übernommen, 1953 ausgemustert                                       |
| 201–250 |      | SGP Graz            | 1949–1952 | Umbauten zwischen 1967 und 1969, 1989 ausgemustert, Nr. 204 nach Japan verkauft       |
| 251–252 |      | SGP Graz            | 1962      | Auf Reservefahrgestellen aufgebaute Fahrzeuge, 1993 ausgemustert                      |

Beiwagen
| Nummern                     | Bild | Hersteller          | Baujahr   | Bemerkungen |
| --------------------------- | ---- | ------------------- | --------- | --- |
| 1B–40B                      |      | Verschieden         | 1920      | Umbauten aus alten Fahrzeugen, 1934–1938 ausgemustert                                                               |
| 41B–44B                     |      | Verschieden         | 1914–1916 | 1953 ausgemustert                                                                                                   |
| 45B–59B                     |      | Hauptwerkstätte     | 1916–1920 | Neubauten, basierend auf Plänen alter Fahrzeuge, 1953 ausgemustert                                                  |
| 60B–67B                     |      | Grazer Waggonfabrik | 1907      | Erste Beiwagen mit Plattformverglasung, 1961 ausgemustert                                                           |
| 70B–77B                     |      | Grazer Waggonfabrik | 1908      | 1929 umgebaut |
| 80B–112B                    |      | Grazer Waggonfabrik | 1910–1915 | 1963 ausgemustert                                                                                                   |
| 125B–128B                   |      | Uerdingen           | 1944      | Einsatz ab 1946, 1971 ausgemustert                                                                                  |
| 151B–157B                   |      | Grazer Waggonfabrik | 1885/1886 | Gekaufte Fahrzeuge der Typen t und t2 der Straßenbahn Wien, zwischen 1924 und 1930 umgebaut, 1948–1951 ausgemustert |
| 161B–166B                   |      | Rohrbacher          | 1887      | Gekaufte Fahrzeuge der Type c2 der Straßenbahn Wien, 1924 umgebaut, 1953 ausgemustert                               |
| 170B–172B                   |      | Hauptwerkstätte     | 1925–1926 | Eigenbauten, 170B mit offener Plattform, 171B-172B mit Plattformverglasung, 1961 ausgemustert                       |
| 181B–188B                   |      | Grazer Waggonfabrik | 1927–1928 | 1961 ausgemustert                                                                                                   |
| 191B–212B                   |      | Hernals             | 1872–1873 | Gekaufte Fahrzeuge der Type p2 der Straßenbahn Wien, zwischen 1929 und 1931 umgebaut, 1961 ausgemustert             |
| 301B–305B                   |      | Simmering           | 1900–1903 | Gekaufte Fahrzeuge der Type a der Straßenbahn Wien, 1931 umgebaut 1953 ausgemustert                                 |
| 306B–325B                   |      | Grazer Waggonfabrik | 1871–1898 | Gekaufte Fahrzeuge der Typen p und s1 der Straßenbahn Wien, zwischen 1931 und 1944 umgebaut, 1946–1953 ausgemustert |
| 401B–450B                   |      | SGP Graz            |           | |
| 1537, 154, 1552, 1561, 1564 |      | Hernals             | 1871      | Gekaufte Fahrzeuge der Type s23 der Straßenbahn Wien, geplante Umbauten erfolgten nicht, 1946 ausgemustert          |

Anmerkung
Die unter Beiwagen aufgelisteten Fahrzeugen sind nach dem 1920 eingeführten, neuen Nummerierungsschema nummeriert. Bei allen Fahrzeugen mit dem Vermerk Umbauten aus alten Fahrzeugen stellt das Baujahr das Jahr des Umbaus dar. Einige Fahrzeuge wurden vor den Umbauten ausgemustert und sind nicht in dieser Liste enthalten.
Güter- und Arbeitswagen
| Nummern     | Bild | Inbetriebnahme | Bemerkungen                      |
| ----------- | ---- | -------------- | -------------------------------- |
| A1          |      | 1930           | Thermitschweißwagen              |
| Dt1         |      | 1949           | Drahttrommelwagen                |
| E1-E2       |      | 1920           | Achsbruchwagen                   |
| Esw1–Esw2   |      | 1930           | Elektroschweißwagen              |
| K1–K16      |      | 1916           | Offene Güterwagen                |
| K17–K33     |      | 1944–1946      | Offene Güterwagen                |
| Ke1–Ke2     |      | 1927, 1949     | Kehrichtabfuhrwagen              |
| L1–L4       |      | 1920–1926      | Offene Güterwagen                |
| M1–M4       |      | 1944           | Milchwagen                       |
| M1–M4       |      | 1925–1948      | Materialwagen                    |
| P1          |      | 1925           | Schienenstopfprüfwagen           |
| S1–S10      |      | 1899–1907      | Salzwagen                        |
| S1          |      | 1936           | Salzlaugenwagen                  |
| S1–S3       |      | 1946           | Salzlaugenwagen                  |
| S4–S5       |      | 1961           | Salztransportwagen               |
| S10–S19     |      | 1927–1931      | Salzwagen                        |
| Sch1–Sch7   |      | 1925–1950      | Schientransportwagen             |
| Schw1–Schw3 |      | 1925           | Schweißgerät-Transportwagen      |
| SLG1–SLG2   |      | 1972           | Schienenlade- und Transportwagen |
| Sk1         |      | 1920           | Sandkippwagen                    |
| Sto1        |      | 1925           | Schienenstopfprüfwagen           |
| Tu1         |      | 1937           | Turmwagen                        |
| Tu2         |      | 1974           | Turmwagen                        |
| Tu3         |      | 1943           | Turmwagen                        |

Elektrische Kleinbahn Graz-Mariatrost
| Nummern             | Baujahr   | Hersteller          | Bemerkungen                                              |
| ------------------- | --------- | ------------------- | -------------------------------------------------------- |
| Triebwagen          |           |                     |                                                          |
| 1–8                 | 1898      | Grazer Waggonfabrik | Plattform Verglasung 1920, außer TW 5 alle 1941 verkauft |
| 205                 | 1939      | Eigenbau            | 1941 verkauft                                            |
| Beiwagen            |           |                     |                                                          |
| 1B–4B               | 1898      | Grazer Waggonfabrik | 1941 verkauft                                            |
| 5B–6B               | 1898–1901 | Grazer Waggonfabrik | 1941 verkauft                                            |
| 7B–8B               | 1914      | Grazer Waggonfabrik | 1941 verkauft                                            |
| Bahndienstfahrzeuge |           |                     |                                                          |
| 1K–3K               | 1898      | Grazer Waggonfabrik | 1941 ausgemustert                                        |
| Turmwagenanhänger   | ?         | Eigenbau            | ? heute Mariazeller Museumstramway                       |

## Nach 1993 ausgemusterte Fahrzeuge
| Nr.     | Bild | Hersteller | Baujahr(e) | Sitz-/Stehplätze | Bemerkungen |
| ------- | ---- | ---------- | ---------- | ---------------- | --- |
| 261–283 |      | SGP/Lohner | 1963–1965  | 40/75            | Tw 262 in Arbeitsfahrzeug umgebaut, ausgemustert seit 07/2013 |
| 291–293 |      | Lohner     | 1966–1976  | 39/70            | Aus Wien gekauft, seit 12. November 2007 im Planeinsatz, seit 9/2012 ausgemustert |
| 521–537 |      | Duewag     | 1971–1973  | 59/88            | Typ Mannheim, aus Duisburg gekauft, ausgemustert seit 10/2015 |
| 551–571 |      | Duewag     | 1954–1960  |                  | Aus Wuppertal übernommen und umgebaut, 1997 ausgemustert |
| 581–584 |      | Eigenbau   | 1995–1997  | 58/97            | Aus Serie 260 umgebaut (bzw. 2 A-Teile neu aufgebaut, da Originale bei einem Frontalzusammenstoß zerstört), Mittelteile und Drehgestelle von Serie 550 (Wuppertaler) übernommen, 2016 nach Braila in Rumänien verkauft |

## Aktueller Fahrzeugbestand
| Nr.     | Bild | Hersteller   | Baujahr(e) | Sitz-/Stehplätze | Bemerkungen                                    |
| ------- | ---- | ------------ | ---------- | ---------------- | ---------------------------------------------- |
| 501–510 |      | SGP Graz     | 1978       | 36/96            | Typ Mannheim                                   |
| 601–612 |      | SGP Graz     | 1986–1987  | 38/128           | 1999 Niederflur-Mittelteile eingebaut          |
| 651–668 |      | Bombardier   | 2000–2001  | 47/94            | Bombardier Flexity Outlook C, 100 % Niederflur |
| 201–245 |      | Stadler Rail | 2009–2015  | 47/98            | Stadler Rail Variobahn 100 % Niederflur        |

## Gebrauchtfahrzeuge und Fahrzeugumbauten
Der Um- und teilweise Neubau von Fahrzeugen in der eigenen Werkstätte hat in Graz ebenso wie die Übernahme gebrauchter Fahrzeuge aus anderen Städten eine lange Tradition, da der Betrieb lange Zeit unter akutem Geld- aber auch Fahrzeugmangel litt.
In der zweiten Hälfte des 20. Jahrhunderts wurden 36 gebrauchte Züge aus Deutschland beschafft, 17 aus Duisburg (Serie 520) und 21 aus Wuppertal (Serie 550, wobei allerdings einige nach missglückten Testfahrten nicht in den Dienst übernommen wurden). 2007 wurde der Fuhrpark um Züge aus Wien (Serie 290, ex E1) erweitert.
Nach einem Frontalzusammenstoß zweier Straßenbahnwagen der Reihe 260 Mitte der 90er Jahre wurden wie schon in der früheren Geschichte wieder größere Umbauten in der eigenen Werkstatt durchgeführt. Da zur gleichen Zeit die Wuppertaler endgültig zur Ausmusterung anstanden, deren mittlere Wagenkästen und Drehgestelle aber teilweise noch in gutem Zustand waren, reifte die Idee, die verunglückten 260er mit Wuppertaler-Mittelteilen zu kombinieren und so äußerst günstig die Kapazität der Fahrzeuge deutlich zu erhöhen. Die zwei Frontteile der Unfallwagen wurden komplett neu angefertigt und zusammen mit Drehgestellen, Motoren, Bremsausrüstung und Mittelteilen der 550er zu neuen Achtachsern zusammengestellt. Das Konzept erwies sich als gelungen – u. a. auch wegen der aus dem gegenüber der Reihe 550 geringeren Gewicht resultierenden nun recht kräftigen Motorisierung –, dass noch zwei weitere Wagen umgebaut wurden; diese vier Fahrzeuge bildeten die Serie 580.
Angespornt durch den Erfolg und die guten Erfahrungen beim Umbau der 580er sowie auch aus dem Bedarf nach zeitgemäßen Niederflurfahrzeugen machte man sich sodann auch daran, die relativ neuen Fahrzeuge der Serie 600 um neue niederflurige Mittelteile zu erweitern. Zwar war in der Konstruktion von SGP bereits der Umbau zu 8-Achsern vorgesehen, die neuen Mittelteile wurden schließlich aber von Bombardier geliefert. Beim Einbau wurden wiederum noch vorhandene Laufdrehgestelle der Wuppertaler verwendet, sodass die 600er im derzeitigen Zustand Bauteile enthalten, deren Entstehung über 40 Jahre auseinander liegt. Bemerkenswert ist auch, dass die Mittelteile etwas länger sind als in der ursprünglichen Konstruktion vorgesehen. Daher war es nötig sie in den Gelenken etwas exzentrisch zu befestigen, um das vorgegebene Lichtraumprofil einhalten zu können.

## Fuhrpark in Zukunft

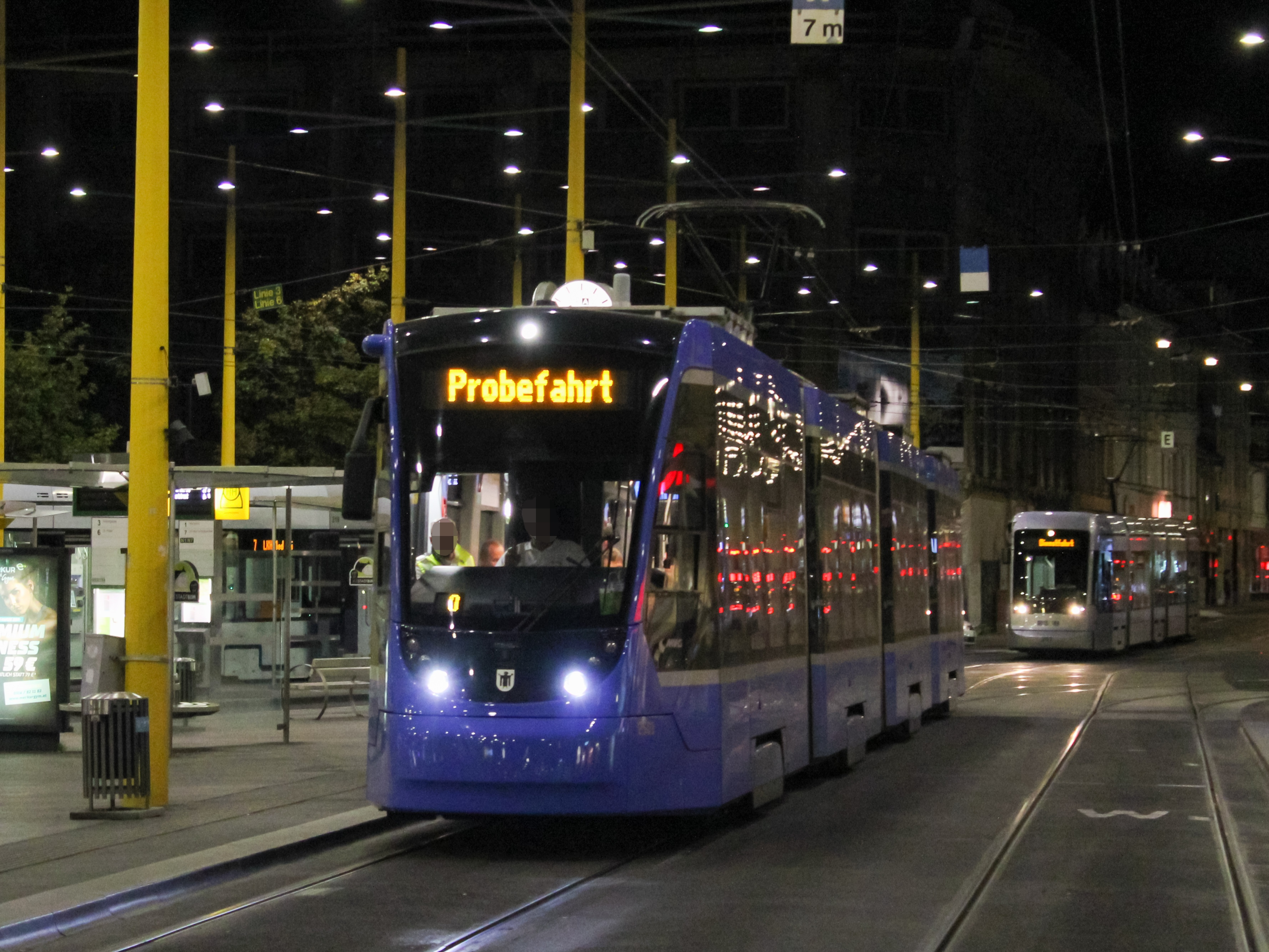
Avenio Testeinsatz in Graz (August 2020)

Nach der Verlängerung der Linien 4 und 6 nach Reininghaus und in die Smart City im November 2021, soll 2023 eine Innenstadtentflechtung über den Andreas-Hofer-Platz gebaut werden, zeitgleich werden die neuen Linien 16 und 17 in Betrieb gehen, daher müssen mindestens 15 neue Straßenbahngarnituren bestellt werden.
Mitte Februar 2021 wurde der Kauf von 15 neuen Straßenbahngarnituren genehmigt. Die Ausschreibung der neuen Straßenbahnen ist für Anfang 2022 geplant. Ab 2024 sollen die neuen Straßenbahnen im Grazer Straßenbahnnetz unterwegs sein. Optional besteht noch die Möglichkeit, 40 weitere Straßenbahngarnituren zu bestellen, dies würde das Ende der Straßenbahnen der Reihe 500 und 600, sowie der Cityrunner bedeuten.
Im Rahmen eines Markterhebungsverfahren haben die Graz Linien Hersteller eingeladen, Testfahrzeuge nach Graz zu senden. Gemeldet haben sich zwei Unternehmen, welche ihre Garnitur in Graz getestet haben: Bombardier mit der Flexity und Siemens mit der Avenio.
Im Mai 2023 wurde bekannt gegeben, dass Alstom, welches in der Zwischenzeit Bombardier übernommen hat, den Auftrag zur Lieferung der Fahrzeuge erhalten hat, nachdem Siemens ihr Angebot zurückgezogen hat. Für die Beschaffung der Fahrzeuge vom Typ Flexity, die über eine Kapazität von 200 Fahrgästen verfügen sollen, sind Kosten von ca. 100 Mio. € vorgesehen, wovon 68,4 Mio. € für die Fahrzeuge an sich und 29,5 Mio. € für begleitende Ausbaumaßnahmen in der Remise vorgesehen sind. Der Einsatz ist ab 2025 vorgesehen.